# Vĩnh Tường, Phú Thọ
Vĩnh Tường là một xã thuộc tỉnh Phú Thọ, Việt Nam.

## Địa lý
Thị trấn Vĩnh Tường nằm ở trung tâm huyện Vĩnh Tường, có vị trí địa lý:
- Phía đông giáp thị trấn Tứ Trưng
- Phía tây giáp xã Thượng Trưng và xã Tuân Chính
- Phía nam giáp xã Tam Phúc và thị trấn Tứ Trưng
- Phía bắc giáp xã Vũ Di.

Thị trấn có diện tích 3,31 km², dân số năm 1999 là 3.873 người, mật độ dân số đạt 1.170 người/km².

## Lịch sử
Thị trấn Vĩnh Tường được thành lập vào ngày 23 tháng 11 năm 1995 trên cơ sở tách 282,62 ha diện tích tự nhiên và 4.171 người của xã Vũ Di; 3,348 ha diện tích tự nhiên của xã Tứ Trưng.